# エナンティオルニス類
エナンティオルニス類（エナンティオルニスるい、学名: Enantiornithes）もしくは反鳥類 (はんちょうるい)、異鳥類 (いちょうるい)、サカアシチョウ類は、尾端骨類に属する恐竜の一群である。

## 概要
白亜紀に繁栄した原始的な鳥翼類のグループである。
エナンティオルニス類の多くは顎に歯を持ち、前足には指と爪を残していた。50種類以上のエナンティオルニス類が記載されているが、そのいくつかはきわめて断片的な化石にもとづいている。エナンティオルニス類はK-Pg境界の大量絶滅において、ヘスペロルニス類やその他の非鳥類恐竜とともに直接の子孫を残すことなく絶滅した。
現在の通説では、エナンティオルニス類は現生の鳥類を含む真鳥亜綱と並列する姉妹群であり、独自の亜綱として鳥綱の中に含められるのが一般的である。このことは、エナンティオルニス類が鳥類の進化史においてある程度成功したグループであり、現生鳥類の系統とは別個に分化した外群であることを意味している。エナンティオルニス類は始祖鳥や孔子鳥よりは進歩的であったが、現生の鳥類(真鳥類)よりははるかに原始的な特徴を残していた。このことから、彼らは鳥類の進化において過渡的な存在であるとされている。

## 発見と命名
1970年代に見つかった最初のエナンティオルニス類の化石は、当初は真鳥類として記載された。1981年にシリル・ウォーカーによって、アルゼンチンから見つかった部分的な化石をもとに、エナンティオルニス類は現生の鳥類とはまったく別の系統であることが示された。1990年代以降、より完全な形をしたエナンティオルニス類の骨格が発見され、単に「白亜紀の原始的な鳥類」とされてきた標本のいくつか(イベロメソルニス、カタイオルニス、シノルニスなど)がエナンティオルニス類に属することが判明した。Enantiornithesとは古代ギリシャ語のenantios(έναντίος)「逆の、反対の」とornis(όρνις)「鳥類」からなる造語で、逆の鳥類を意味する。この語はエナンティオルニス類を再発見したウォーカーの論文の中で定義された。この論文の中で彼は「エナンティオルニス類と現生鳥類の最も根本的・特徴的な違いは肩甲骨と烏口骨の間にある関節面の形状にある」と述べている。この記述はエナンティオルニス類の一つの特徴—肩甲骨と烏口骨の関節面において烏口骨側が瘤状に突出し、肩甲骨側が皿状に窪んでいることーを指している。現生の鳥類ではこの凹凸の組み合わせが逆になっている。
ウォーカー自身はこの論文のEtymologyの部分においてなぜこのような名前をつけたのかはっきりと説明していない。この点は後続の研究者たちを混乱させている。例えば、アラン・フェドゥーシアは1996年の著書の中で「“逆の鳥類”と命名されたのは、中足骨が現生の鳥類とは逆に近位から遠位に向かって融合していくことに由来する」と述べている (和名の“サカアシチョウ類”はこの記述に由来する)。フェドゥーシアの「中足骨の融合」についての指摘は正しいが、ウォーカー自身は何の理由づけをしていない。ウォーカー自身はエナンティオルニス類の中足骨の融合が現生鳥類と逆であることについて何も触れていない。また化石の保存状態が悪いため、エナンティオルニス類が本当に三骨間孔(Triosseal canal)(肩甲骨・烏口骨・叉骨が集まる箇所にできる孔。そこを烏口上筋からの腱が通る)を持っていたかどうかは不確実である。

## 特徴
多くのエナンティオルニス類の化石はきわめて断片的なもので、種によっては骨一本のみしか知られていないというものもある。一方、完全な全身骨格と軟体部まで保存された標本がスペイン・クエンカ県のラス・オヤスと中国・遼寧省の義県層から知られている。ラス・オヤスの化石は海成層から、遼寧の化石は内陸の陸成層から見つかっており、このグループの生息域は内陸部から海辺まで広がっていたことがわかる。エナンティオルニス類の生活様式は渉禽類のように水辺に生息するものやウミスズメのように潜水するもの、アジサシのような魚食性のものから猛禽類のような肉食性と、さまざまなバリエーションに広がっていたことが判明している。最小のエナンティオルニス類はスズメほどの大きさであった。アヴィサウルスなどはこれよりも大きく、翼開長は1.2m(カモメとほぼ同じ大きさ)と推定されている。

### 頭骨

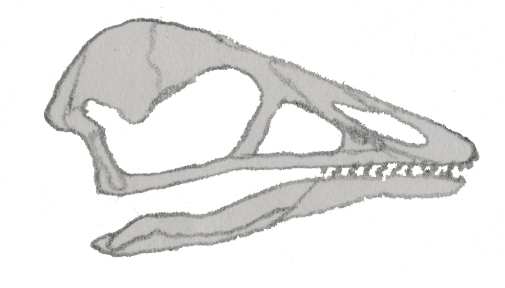
カタイオルニスの頭骨

エナンティオルニス類の多様な生活様式は頭骨の形に反映されている。エナンティオルニス類の頭骨は原始的な特徴と進歩した特徴が共存している、きわめてユニークなものとなっている。始祖鳥のような祖先的な鳥類は、後眼窩骨と前上顎骨を保有しており、顎には歯を残している場合が多い。ゴビプテリクスのようなエナンティオルニス類のいくつかの種では完全に歯が残っていた。

### 翼
エナンティオルニス類は食性と生活様式にあわせて多様な体型に進化した。エナンティオルニス類の翼は祖先的な鳥類に比べれば進歩的である。例えば、エオアルラヴィスは空中での操縦性を増すための小翼を持っていた。あるエナンティオルニス類の化石は後足に翼のような羽毛の房を持っていた。後足の羽毛は四翼の恐竜・ミクロラプトルを連想させるが、エナンティオルニス類のそれはより短くバラバラで、踝にわずかに生えているに過ぎない。

### 尾
クラークほか(2006)は全てのエナンティオルニス類の化石を調査し、そのどれもが現世の鳥類のような揚力を発生させる扇型の尾を持っていなかったことを明らかにした。また、真鳥類の全ての外群では尾部の羽毛には短い雨覆羽と一対の長く伸びた飾り羽しか持っていないことを発見した。このように彼らは、エナンティオルニス類における尾端骨の発達は必ずしも現生鳥類のような尾羽の発達を意味しているのではなく、単に尾を縮小させただけであったとしている。真鳥類の一種であるイシアノルニスは扇形の尾羽をもった最初期の鳥類として報告された。
しかし2009年になり、現生鳥類に似た扇形の長い尾羽をもったシャンウェイニアオと呼ばれるエナンティオルニス類が報告された。エナンティオルニス類の尾部の形状がどのようなものであったか、いまだに議論されている。

## 起源と生息年代
エナンティオルニス類は北アメリカ、南アメリカ、ヨーロッパ、アジア、オーストラリアから見つかっている。このグループは白亜紀に生息し、K-Pg境界において非鳥類恐竜とともに絶滅したと考えられている。1990年代の生物地理の研究では、エナンティオルニス類の地理的分布からジュラ紀中期に出現したものとされていたが、この学説は古生物学者にはひろく受け入れられなかった。むしろ多数の古生物学者は化石記録などからして、エナンティオルニス類はジュラ紀後期〜白亜紀前期にかけて出現したものだと考えている。最初期のエナンティオルニス類は白亜紀前期のスペイン (ノグエオルニス。祖先的な種)と中国 (プロトプテリクス)から知られている。最後のエナンティオルニス類は白亜紀後期の北アメリカと南アメリカから知られている(アヴィサウルス)。汎世界的な分布は、エナンティオルニス類はすでに大洋を渡るだけの飛翔力を身につけていたことを意味する。彼らは汎世界的に分布した最初の鳥類でもある。
もしかするとエナンティオルニス類は渡りを行っていたかもしれない。しかし、中生代は現在よりもはるかに温暖な気候であり、彼らの生息していた地域は熱帯ないし亜熱帯であったと考えられるため、現生の鳥類のように渡りを行う必要性はなかったかもしれない。

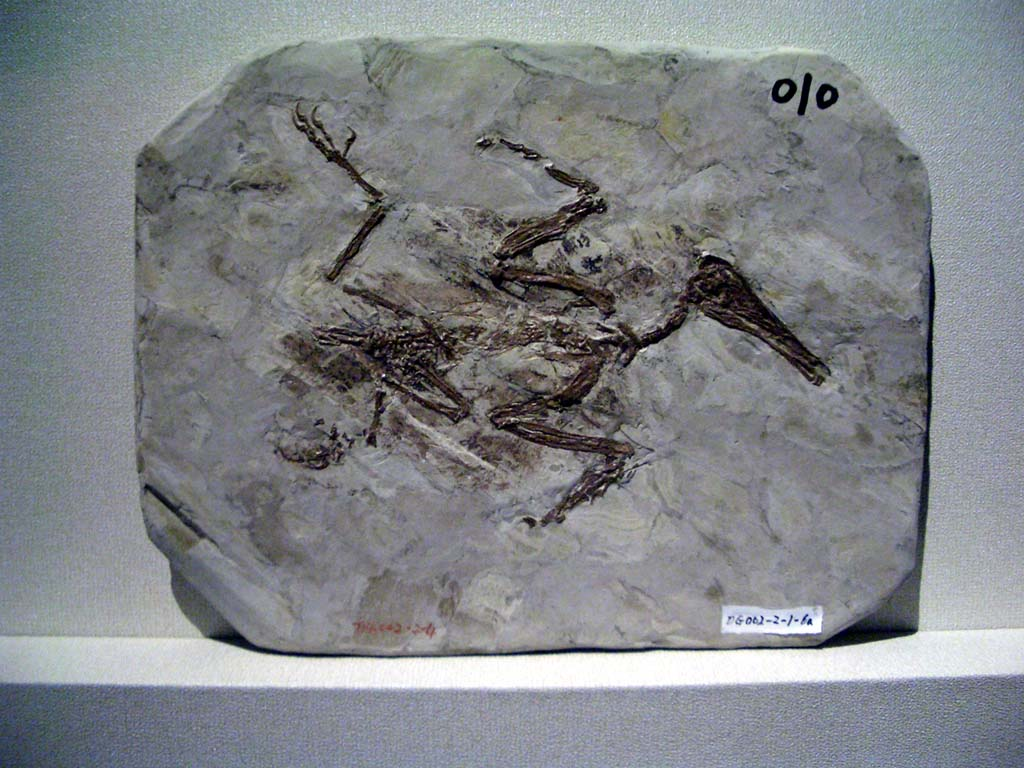
ロンギプテリクスの化石。香港科学博物館蔵。

## 生物学的特徴

### 食性

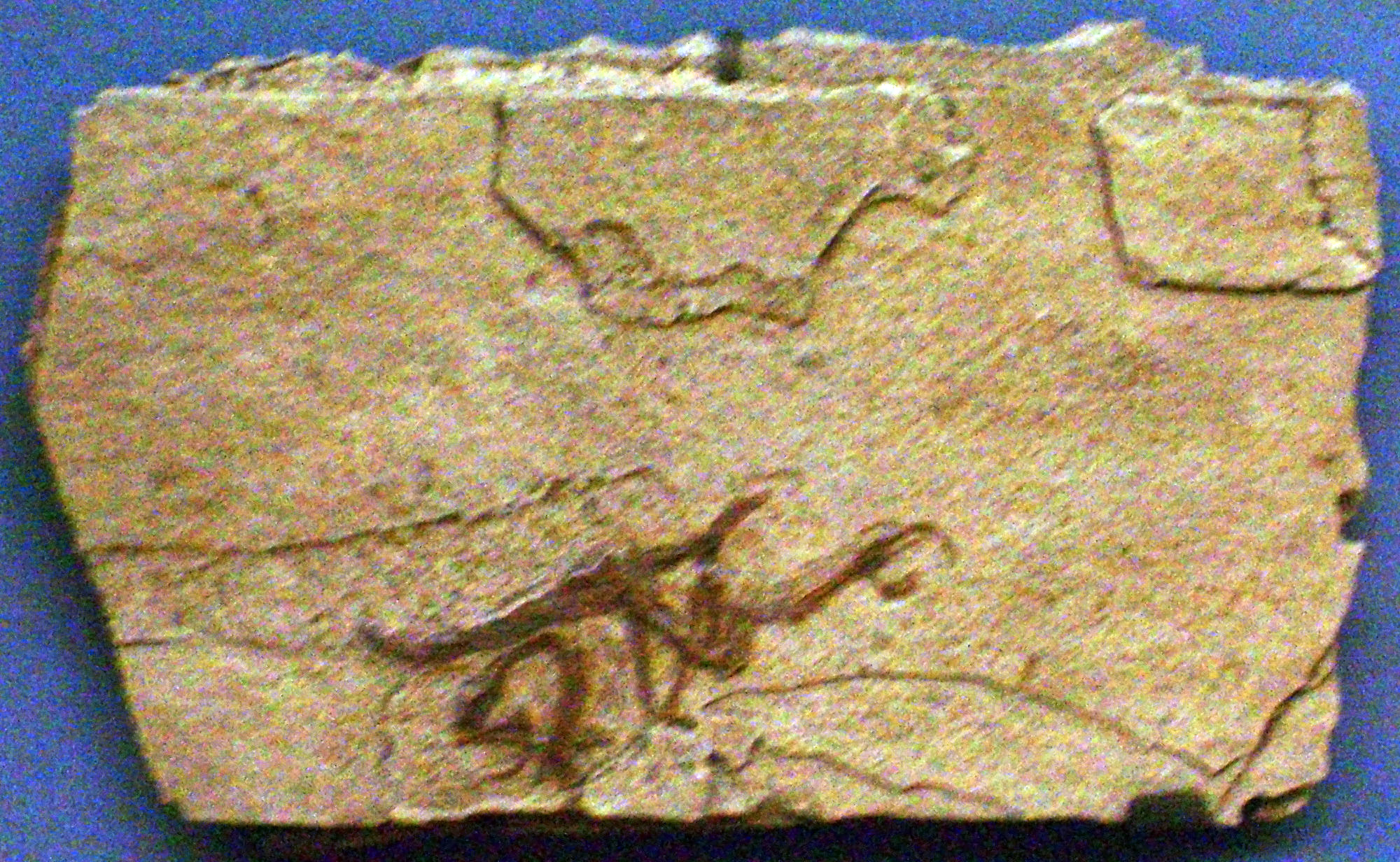
イベロメソルニスの完模式標本。 パリ自然史博物館所蔵。

エナンティオルニス類の頭骨の形状は食性の多様性を反映している。例えば、シェンチオルニスのような頑丈な顎は固い殻を持った無脊椎動物を採食するのに適していた。また、ロンギプテリクス科は長くて薄い吻部の先端に歯を持っていた。この特徴は、現生のシギのようにクチバシを干潟の泥に突っ込んで小動物を漁ったり(小さな歯を持つ種類)、あるいはウのように魚を捕まえる(大きな歯を持つ種類)ための適応であると考えられている。ペンゴルニスは節足動物などを採食するのに適した短く丸まった歯を持っていた。いくつかの化石標本には胃内容物が残っていた。しかし、頭骨が保存されていたものはなかったため、吻部や歯の形状と胃内容物とを直接比較できなかった。
エオアルラヴィスは消化管内部に甲殻類の殻を残していた。エナンティオフォエニクスは体内に琥珀の塊を残していた。このことはこの種類が現生のシルスイキツツキのように樹液を食べていたことを示唆している。この動物が生前に食べた樹液が化石化の過程で琥珀になったと考えられる。

### 捕食対象として
Sanzほか(2001)によれば、ラス・オヤスで見つかったエナンティオルニス類の化石標本には4匹(少なくとも3種類)のエナンティオルニス類の雛が含まれていた。雛の化石はバラバラに固まっており、化石表面には多数の穴があいていた。この特徴は雛の遺骸が部分的に消化されていたことを示している。この事から、著者らはこの骨格標本はエナンティオルニス類の雛を捕食した獣脚類か翼竜が吐き戻したペレットであったと結論づけた。これは、中生代の鳥類が捕食されていたことを示すはじめての報告であり、中生代の肉食性の鳥頸類が現生のフクロウのようにペレットを吐き戻していたという証拠でもある。

### 生活史
これまでに記載されたエナンティオルニス類の化石には、卵、胚 、雛が含まれる。まだ卵の殻に覆われていたエナンティオルニス類の胚は中国・遼寧の義県層から発見された。雛の標本は、骨格に軟骨が残っていること・胸骨が小さいこと・大きな頭骨と眼窩・部分的に融合していない骨格・などの幼体特有の特徴で成体と区別できる。いくつかの雛の標本は公式に命名されている (リャオシオルニス)。しかし、Chiappeらは幼体の標本と成体の標本を対比させるのは不可能であり、幼体の標本を模式標本とした安易な命名は研究に混乱をもたらすと批判した。

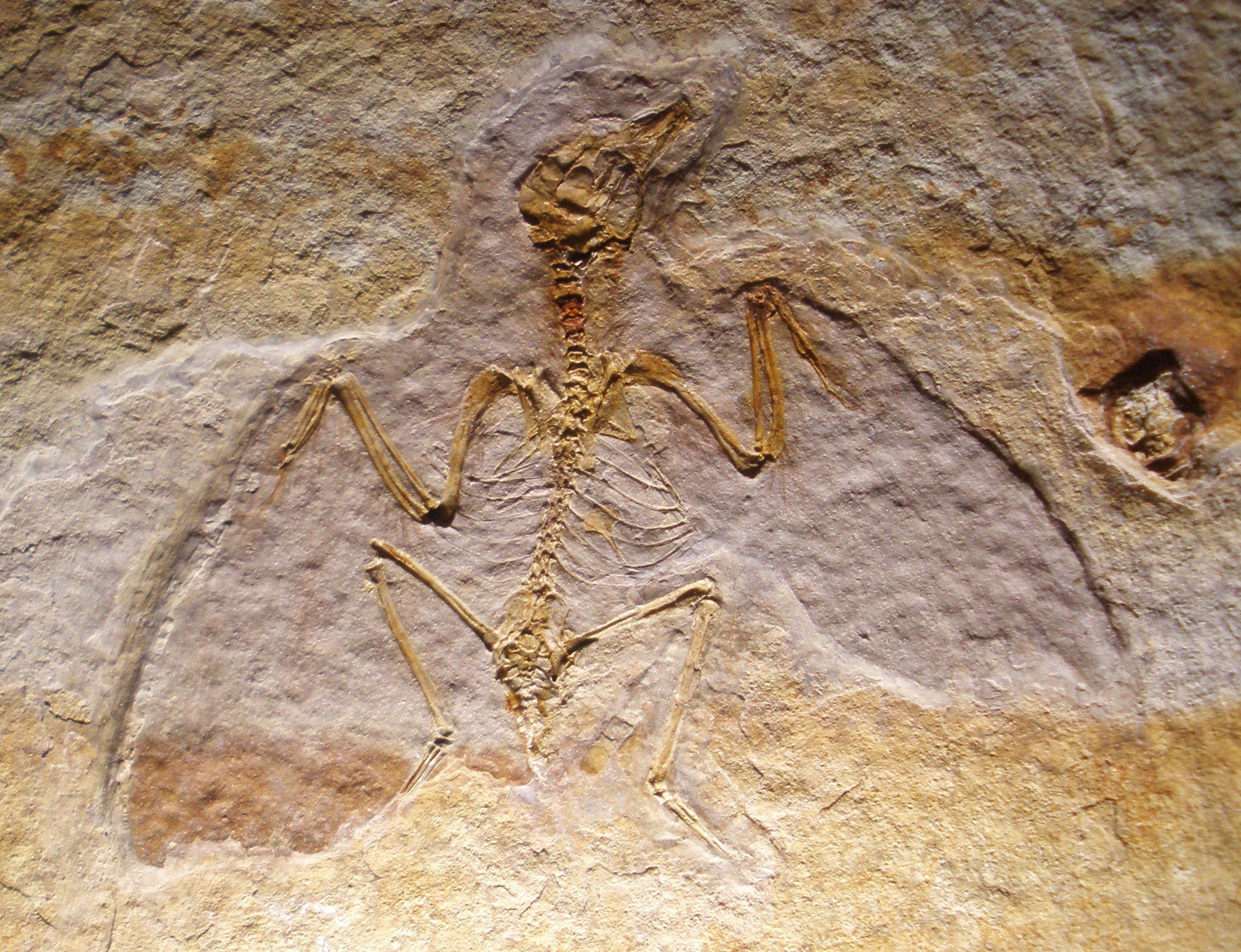
Museo di Storia Naturale di Venezia(ヴェネツィア自然史博物館)にあるリャオシオルニスの幼体標本

成体と幼体の標本が両方見つかっているゴビプテリクスでは、雛の段階で骨格の骨化・翼の羽毛の成長・脳の大型化が相当進んでおり、その成長スピードは現生の早熟性〜超早熟性の鳥類に匹敵していたことが示された。このように少なくとも数種のエナンティオルニス類では雛はかなり早熟の状態で孵化し、数日で自力で走ったり、餌をとったり、自力で空を飛べるようになったのかもしれない。この早熟な成長速度は現生鳥類の古い系統(古顎類やキジカモ類)にも共通しており、白亜紀の鳥類全般に共通した祖先形質であった可能性がある。
また、骨の組織学的研究からも成長速度を求めることができる。コンコルニスの研究によれば成長速度は現生鳥類とは異なっており、孵化から巣立ちまでの数週間は急激に成長していたことが判明しているが、かなり小型の種類は長い期間(数年)をかけないと成体サイズまで成長できなかった。これとは反対に、成体になるまでの成長は現生の早熟性の鳥のようにもっとゆっくりだったという説も提示されている。一方、晩成性の鳥類は頻繁な親の餌付けによって成体サイズまで成長するのは意外と早いことも知られている。Chiappe(1995)は組織学的な見地から、エナンティオルニス類は完全な恒温動物ではなく、変温動物と恒温動物の中間的な代謝速度を持っていたとしている。

## 分類

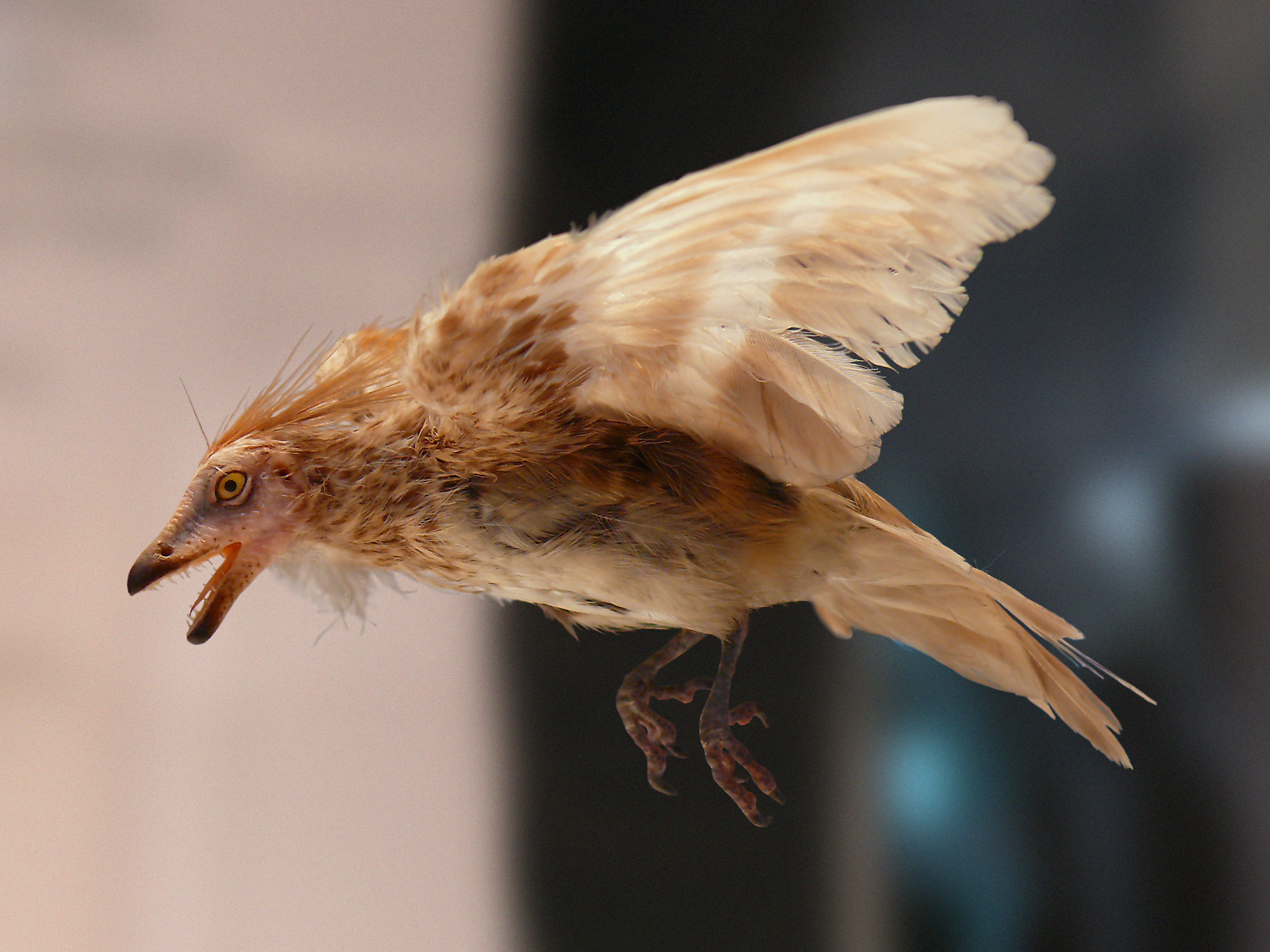
イベロメソルニスの復元模型

正式に記載・報告されたエナンティオルニス類の標本数が乏しいため、分類体系の確立は大きな困難に直面している。中生代の鳥類化石の専門家であるO'ConnorとDyke (2010)は、エナンティオルニス類の標本は数多く発見されているにもかかわらず、十分な記載がなされておらず、研究が進展していない現状を批判した。
エナンティオルニス類の産出は世界各地に広がっており、ただでさえ少ない中生代鳥類の専門家が現地へ飛んで研究することがとても難しく、標本の重要性がなかなか認識されていない。そのため、いくつかの標本は個人蔵となってしまっており、古生物学者が標本を確認することが不可能になっている。また、記載論文もひろく公開されていない出版物(私家版の博物館紀要やマイナーな言語で書かれた出版物)に掲載されてしまうことが多いため、多くの標本は疑問名として扱われている。さらに、そもそもほとんどの種がきわめて断片的な標本にもとづいて命名されているため、存在自体が科学的に疑わしい種も多い。エナンティオルニス類の3分の1以上は断片的な標本(例えば「骨の破片1つ」など)に基づいて命名されている。O'ConnorとDykeはたとえ断片的な標本であっても、エナンティオルニス類の生息域や生息年代幅を知るためには有効であるが、あまりにも断片的な標本にもとづいて新種を創設するのは認められないと主張している。

### 系統
分類体系に従えば、エナンティオルニス類は真鳥類(あるいは“真鳥形類”)の姉妹群であり、真鳥類とあわせて鳥胸類という系統群を構成する。これまで、系統分類の研究者はエナンティオルニス類を単系統の分類群として設立するのに反対してきた。しかし近年の系統学的研究によれば、エナンティオルニス類は真鳥類に近縁ではあるが独立した単系統群であると結論づけている。ただし、Clarke and Norell (2002)によればエナンティオルニス類の固有派生形質はわずか4つに限られる。現在もエナンティオルニス類の研究は発展途上であるため、本項目で提示した分類や分岐図はあくまでも暫定的なものである。近い将来、保存状態のよい化石標本の発見によって、分類と系統関係の解釈は大きく変わるかもしれない。
現在まで、エナンティオルニス類は祖先的な系統も含めて、いくつかのグループに細分されている。グループ間の詳細な系統関係は論争中である。しかしアヴィサウルス科などは確実に単系統であるといわれている。

### 分類階級
エナンティオルニス亜綱
- 基底エナンティオルニス類と位置不明のエナンティオルニス類
  -     - カタイオルニス・チャブエンシス Cathayornis chabuensis (白亜紀前期の中国・チャブに生息) – カタイオルニス類?
    - ダピンファンゴルニスen:Dapingfangornis (白亜紀前期)
    - エナンティオルニス類の一種Enantiornithes gen. et sp. indet. CAGS-IG-02-0901 (白亜紀前期の中国・甘粛省に生息)
    - エナンティオルニス類の一種Enantiornithes gen. et sp. indet. CAGS-IG-04-CM-023 (白亜紀前期の中国・甘粛省に生息)[28]
    - フオシャノルニスen:Huoshanornis (白亜紀前期) – エウエナンティオルニス類?
    - リャオシオルニス"en:Liaoxiornis" (白亜紀前期) – 疑問名
    - ペンゴルニスen:Pengornis (白亜紀前期)
    - チリアニアen:Qiliania (白亜紀前期の中国・甘粛省に生息)
    - エルソルニスen:Elsornis (白亜紀後期) – フレクソモルニスに近縁?
    - エナンティオルニス類の一種Enantiornithes gen. et sp. indet. (白亜紀後期のフランス・en:Cruzyに生息)[29]
    - エナンティオルニス類の一種Enantiornithes gen. et sp. indet. MCSNM V3882a (白亜紀後期のレバノンに生息)
    - エナンティオルニス類の一種Enantiornithes gen. et sp. indet. MZ (白亜紀後期のブラジル・en:Presidente Prudenteに生息) – エナンティオルニス形類?
    - エナンティオルニス類の一種Enantiornithes gen. et sp. indet.  Patrick Mechin collection 606 (白亜紀後期のフランス・en:Bastide-Neuveに生息) – アレクソルニス類?[30]
    - フレクソモルニスen:Flexomornis (白亜紀後期) – エルソルニスに近縁?

  - イベロメソルニス形目
    - イベロメソルニス科
      - エナンティオルニス類の一種Enantiornithes gen. et sp. indet. CAGS-IG-07-CM-001
      - イベロメソルニスen:Iberomesornis (白亜紀前期)
      - ノグエロルニスen:Noguerornis (白亜紀前期)
- エウエナンティオルニス上目
  - 基底エウエナンティオルニス類
    - エオアルラヴィスen:Eoalulavis (白亜紀前期)

  - 位置不明のエウエナンティオルニス類
    - ボハイオルニスen:Bohaiornis (白亜紀前期)
    - クスピロストリソルニスen:Cuspirostrisornis (白亜紀前期)
    - エオエナンティオルニスen:Eoenantiornis (白亜紀前期)
    - エルブレトルニスen:Elbretornis (白亜紀後期)
    - エナンティオルニス類の一種Enantiornithes gen. et sp. indet. CAGS-IG-04-CM-007 (白亜紀前期)[31]
    - エナンティオルニス類の一種Enantiornithes gen. et sp. indet. RBCM.EH2005.003.0002 (白亜紀後期)[32]
    - グリリニアen:Gurilynia (白亜紀後期) – エナンティオルニス形類?
    - ヘベイオルニスen:Hebeiornis (白亜紀前期) –おそらく裸名。ヴェスコルニスとジベイニアの項目を参照のこと。
    - マルティナヴィスen:Martinavis (白亜紀後期)
    - ラルギロストロルニスen:Largirostrornis (白亜紀前期)
    - レクタヴィスen:Lectavis (白亜紀後期) – エナンティオルニス形類?
    - レネソルニスen:Lenesornis (白亜紀後期)
    - ロングチェンゴルニスen:Longchengornis (白亜紀前期)
    - ユンガヴォルクリスen:Yungavolucris (白亜紀後期) – エナンティオルニス形類?
    - クスゾリア科
      - クスゾリアen:Kuszholia (白亜紀後期)

  - アレクソルニス形目
    - アレクソルニス科
      - アレクソルニスen:Alexornis (白亜紀後期)
      - キジルクマヴィスen:Kizylkumavis (白亜紀後期)
      - サザヴィスen:Sazavis (白亜紀後期)

  - プロトプテリクス形目[33]
    - プロトプテリクス科[33]
      - プロトプテリクスen:Protopteryx (白亜紀前期)[34]

  - ロンギプテリクス形目
    - ロンギプテリクス科
      - ボルオキアen:Boluochia (白亜紀前期)[35]
      - カンプトドントゥス"en:Camptodontus" (白亜紀前期の中国・朝陽市に生息)[36]
      - ロンギプテリクスen:Longipteryx (白亜紀前期)
      - ロンギロストラヴィスen:Longirostravis (白亜紀前期)
      - ラパクサヴィスen:Rapaxavis (白亜紀前期の中国・朝陽市に生息)
      - シャンウェイニアオen:Shanweiniao (白亜紀前期の中国・遼寧省に生息)

  - カタイオルニス形目
    - アレトアラオルニス科[37]
      - アレトアラオルニスen:Alethoalaornis (白亜紀前期の中国・遼寧省に生息)[37]

    - カタイオルニス科
      - カタイオルニスen:Cathayornis (白亜紀前期)
      - エオカタイオルニスen:Eocathayornis (白亜紀前期)
      - シノルニスen:Sinornis (白亜紀前期)

  - ゴビプテリクス形目
    - ゴビプテリクス科
      - ゴビプテリクスen:Gobipteryx (白亜紀後期)
      - ジベイニアen:Jibeinia (白亜紀前期)[38]
      - ヴェスコルニス?en:Vescornis (白亜紀前期)–おそらくシノニム。ヘベイオルニスとジベイニアの項目を参照のこと。[39]

  - エナンティオルニス形目
    - エナンティオルニス科
      - エナンティオルニスen:Enantiornis (白亜紀後期)

    - アヴィサウルス科
      - アヴィサウルスen:Avisaurus (白亜紀後期)
      - バウクシトルニスen:Bauxitornis (白亜紀後期)
      - コンコルニスen:Concornis (白亜紀前期)
      - エナンティオフォエニクスen:Enantiophoenix
      - ハリモルニスen:Halimornis (白亜紀後期)
      - インティオルニスen:Intiornis (白亜紀後期)
      - ネウケノルニスen:Neuquenornis (白亜紀後期)
      - ソロアヴィサウルスen:Soroavisaurus (白亜紀後期)

以下の属はエナンティオルニス類に含まれることがある。
- アベラティオドントゥスen:Aberratiodontus (白亜紀前期) – エウエナンティオルニス類 (あるいは独自の目)?
- ダリンヘオルニスen:Dalingheornis (白亜紀前期の中国・遼寧省に生息)
- パラプロトプテリクス en:Paraprotopteryx (白亜紀前期の中国・遼寧省に生息)
- ウィレイニア en:Wyleyia (白亜紀前期) – 祖先的なエナンティオルニス類?
- ナナンティウス en:Nanantius (白亜紀前期〜後期) – エナンティオルニス形類?
- アバヴォルニス en:Abavornis (白亜紀後期) – エウエナンティオルニス類?
- カテノレイムス en:Catenoleimus (白亜紀後期)
- エクスプロロルニス en:Explorornis (白亜紀後期) – エウエナンティオルニス類?
- ホレツマヴィス en:Horezmavis (白亜紀後期のウズベキスタン・Kyzyl Kumに生息) – ゴビプテリクス形類?
- ガルガントゥアヴィス en:Gargantuavis (白亜紀後期)
- インコロルニス en:Incolornis (白亜紀後期) – エウエナンティオルニス類？
- パタゴプテリクス en:Patagopteryx (白亜紀後期)
- ズィラオルニス科 – エナンティオルニス形類?
  - ズィラオルニスen:Zhyraornis (白亜紀後期)

ジベイニア、ヴェスコルニス、ヘベイオルニスは互いにシノニムの可能性がある(詳細は各項目(英語版)を参照)。ジベイニアは1997年に、ヘベイオルニスは1999年に、ヴェスコルニスは2004年にそれぞれ報告されたが適切な記載ではなかった可能性がある。そのためこの3属はジベイニア一属に統合される可能性がある。不幸なことに、ジベイニアの模式標本は2001年に紛失してしまった。
白亜紀後期の化石鳥類、ケレバヴィスは一つの頭蓋骨内側のキャストのみにもとづいて記載されている。記載内容としては不確実であるが、その特徴は真鳥類のものとは大きく異なっており、エナンティオルニス類と何らかの関わりがあるのかもしれない。